# Кенора (округ)
 Кенора  (англ. Kenora District) — дистрикт у Північно-Західному Онтаріо, провінція Онтаріо, Канада. Округ є переписним районом та адміністративною одиницею провінції. Найбільшим містом і адміністративним центром округу є Кенора. Населення — 57 607 чол. (За переписом 2011 року) — в р. 2006 чол. 64 419. Округ є географічно найбільшим підрозділом в цій провінції: 407 213.01 км² (38 відсотків території Онтаріо): більше, ніж Ньюфаундленд і Лабрадор, та трохи менше, ніж Швеція.
Північна частина, на північ від річки Олбані, іноді звана  'Патрісія порція', стала частиною Онтаріо в 1912 році.

## Географія
Клімат Округу вельми жорсткий — через вплив холодних вод Гудзонової затоки і затоки Джеймса. Регіон характеризується чергуванням районів вічної мерзлоти з районами арктичної тундри на крайньому північному узбережжі.
Округ Кенора містить Стерджен-Лейк-Кальдера (англ. Sturgeon Lake Caldera), який є одним з найкраще збережених у світі комплексів неоархейської кальдери, сформувався приблизно 2,7 млрд років тому.

## Адміністративний поділ
До складу округу входять такі муніципальні утворення:
- 2 міста: Драйден, Кенора

- 2 містечка Сіу-Лукаут (англ. Sioux Lookout), Ред-Лейк

- 5 селищ:
- «Ір-Фолс» (англ. Ear Falls)
- «Ігнас» (англ. Ignace)
- «Машін» (англ. Machin)
- «Пікл-Лейк» (англ. Pickle Lake)

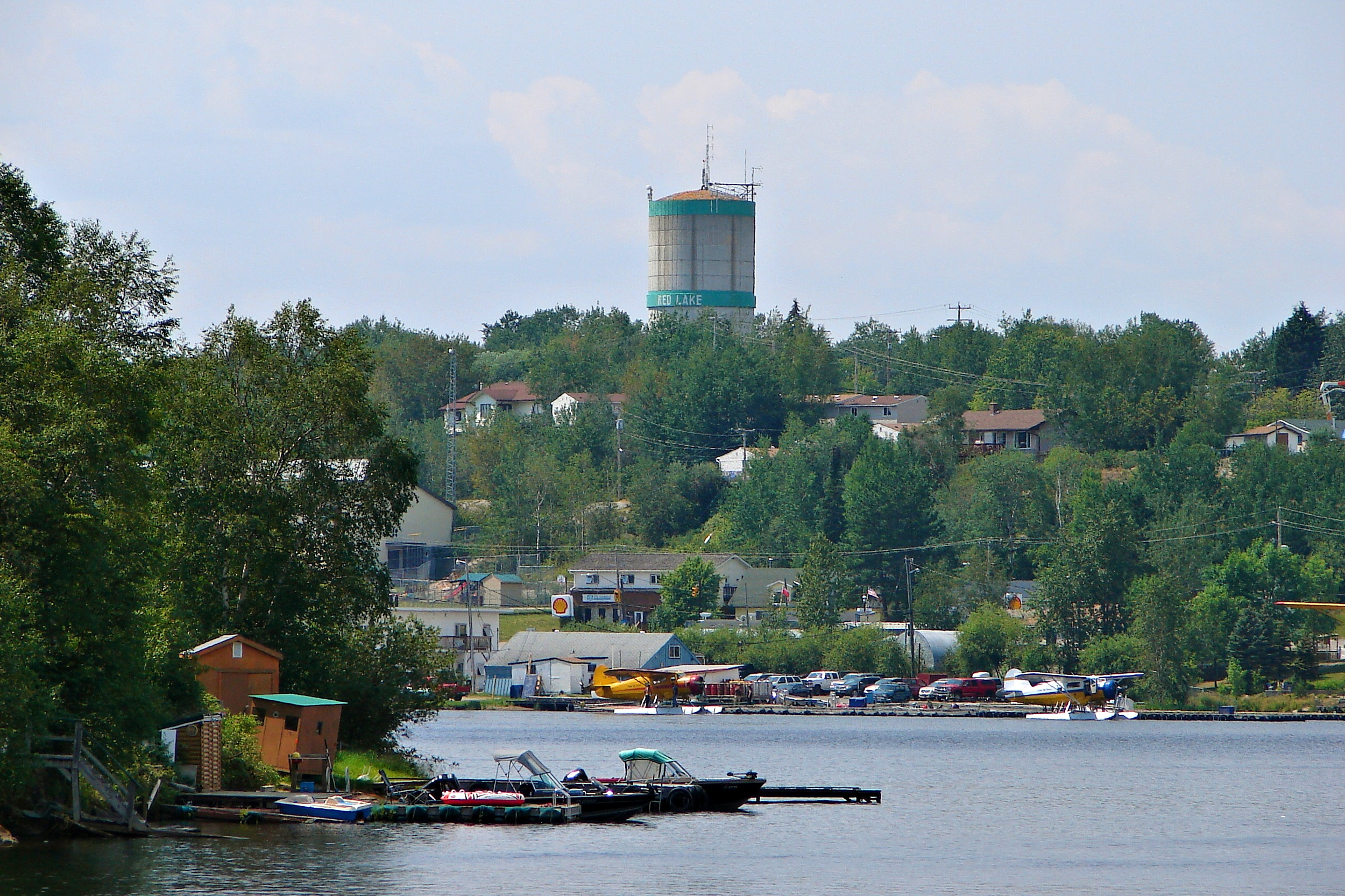
Ред-Лейк, Онтаріо

- «Сіу-Нарроус-Нестор-Фолс» (англ. Sioux Narrows-Nestor Falls)

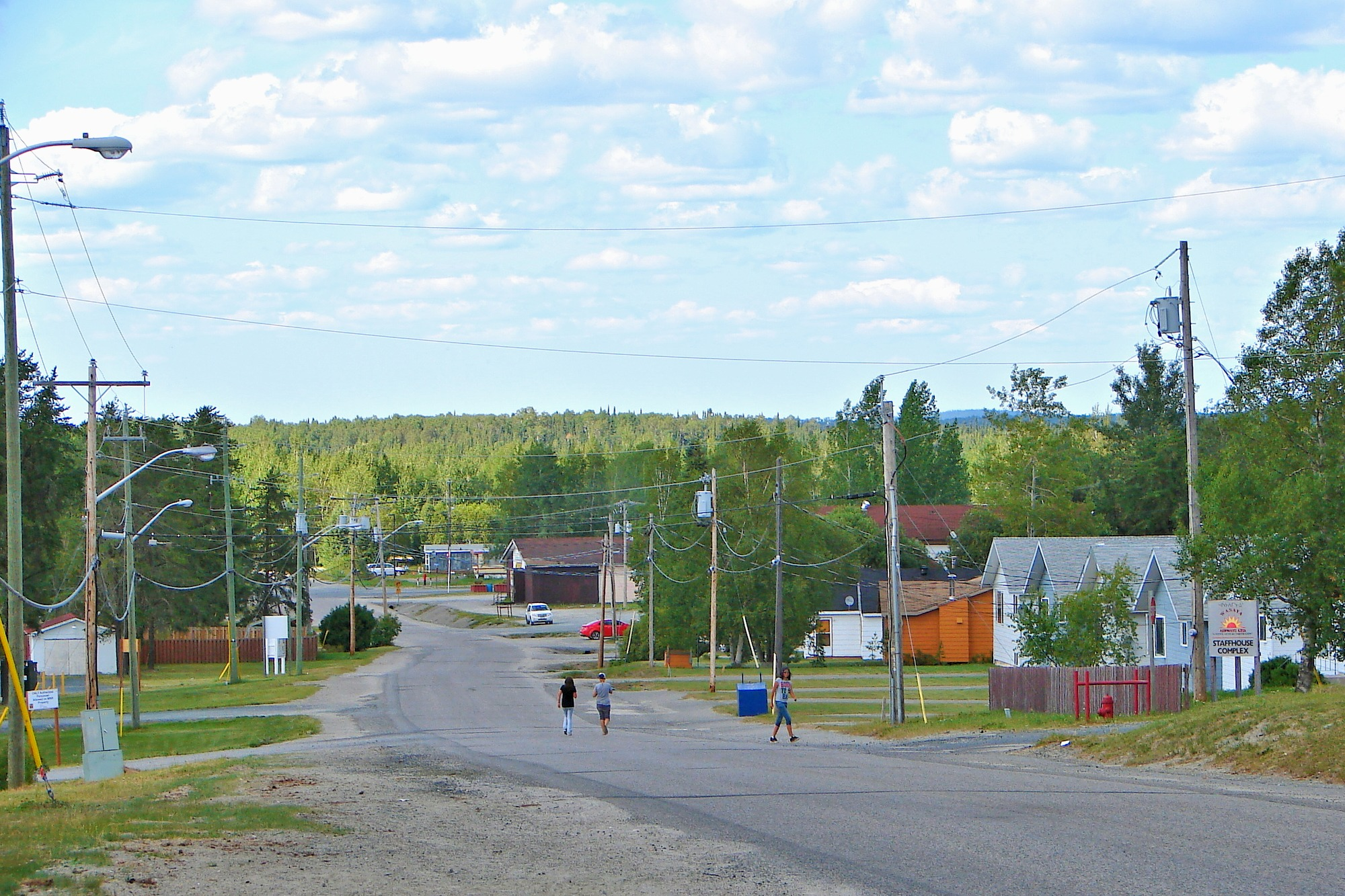
Пікл-Лейк, Онтаріо

### Резервації Перших Націй
- «Аттавапіскат» (англ. Attawapiskat)
- «Берскін-Лейк» (англ. Bearskin Lake First Nation)
- «Кет-Лейк» (англ. Cat Lake First Nation)
- «Дір-Лейк» (англ. Deer Lake First Nation)
- «Ібаметун» (англ. Eabametoong First Nation)
- «Ігл-Лейк 27» (англ. Eagle Lake 27)
- «Інгліш-Ривер» (англ. English River 21)
- «Форт-Олбані 67» (англ. Fort Albany 67)
- «Форт-Северн 89»(англ. Fort Severn 89)
- «Іслінгтон 29»(англ. Islington 29)
- «Кассабоніка» (англ. Kasabonika First Nation)
- «Ківайвін» (англ. Keewaywin First Nation)
- «Кенора 38Б» (англ. Kenora 38B)
- «Кінгфішер» (англ. Kingfisher First Nation)
- «Кіченумайкусіб»(англ. Kitchenuhmaykoosib Inninuwug First Nation)
- «Лак-Соль» (англ. Lac Seul First Nation)
- «Лісове Озеро 31G» (англ. Lake of the Woods 31G)
- «Лісове Озеро 37» (англ. Lake of the Woods 37)
- «Мартін-Фолс» (англ. Marten Falls First Nation)
- «Мішкігогаман» (англ. Mishkeegogamang First Nation)
- «Мускрат» (англ. Muskrat Dam Lake First Nation)
- «Нескантага» (англ. Neskantaga First Nation)
- «Нортвест-Енгл 33» (англ. Northwest Angle 33 First Nation)
- «Норт-Спірит-Лейк» (англ. North Spirit Lake First Nation)
- «Пікангікум» (англ. Pikangikum First Nation)
- «Поплар-Гіл» (англ. Poplar Hill)
- «Рат-Портадж 38A» (англ. Rat Portage 38A)
- «Сабашконг 35D» (англ. Sabaskong Bay 35D)
- «Сачіго-Лейк» (англ. Sachigo Lake First Nation)
- «Сенді-Лейк» (англ. Sandy Lake First Natio)
- «Шоал-Лейк 39A» (англ. Shoal Lake 39A)
- «Шоал-Лейк 40» (англ. Shoal Lake 40,)
- «Шоал-Лейк 34B2» (англ. Shoal Lake 34B2)
- «Даллес 38C» (англ. The Dalles 38C)
- «Вабоскан 21» (англ. Wabauskang 21)
- «Вабігун-Лейк-Оджибве» (англ. Wabigoon Lake Ojibway Nation)
- «Вапекека» (англ. Wapekeka First Nation)
- «Вавакапевін» (англ. Wawakapewin)
- «Віагамо-Лейк 87» (англ. Weagamow Lake 87)
- «Вайтфіш-Бей 32А» (англ. Whitefish Bay 32A)
- «Вайтфіш-Бей 33А» (англ. Whitefish Bay 33A)
- «Вайтфіш-Бей 34А» (англ. Whitefish Bay 34A)
- «Вуннумін Лейк» (англ. Wunnumin Lake First Nation)

#### Поселення Перших Націй
- «Френчменс-Гед» (англ. Frenchmen's Head)
- «Кейджик-Бей» (англ. Kejick Bay)
- «Дансдаон-Гаус» (англ. Lansdowne House)
- «Макдовел-Лейк» (англ. McDowell Lake First Nation)
- «Москрат-Дем» (англ. Muskrat Dam)
- «Піванук» (англ. Peawanuck)
- «Слейт-Фолс» (англ. Slate Falls)
- «Саммер-Бівер» (англ. Summer Beaver)
- «Вебекью» (англ. Webequie)
- «Вайтфіш-Бей» (англ. Whitefish Bay)